# Sheridan Inn

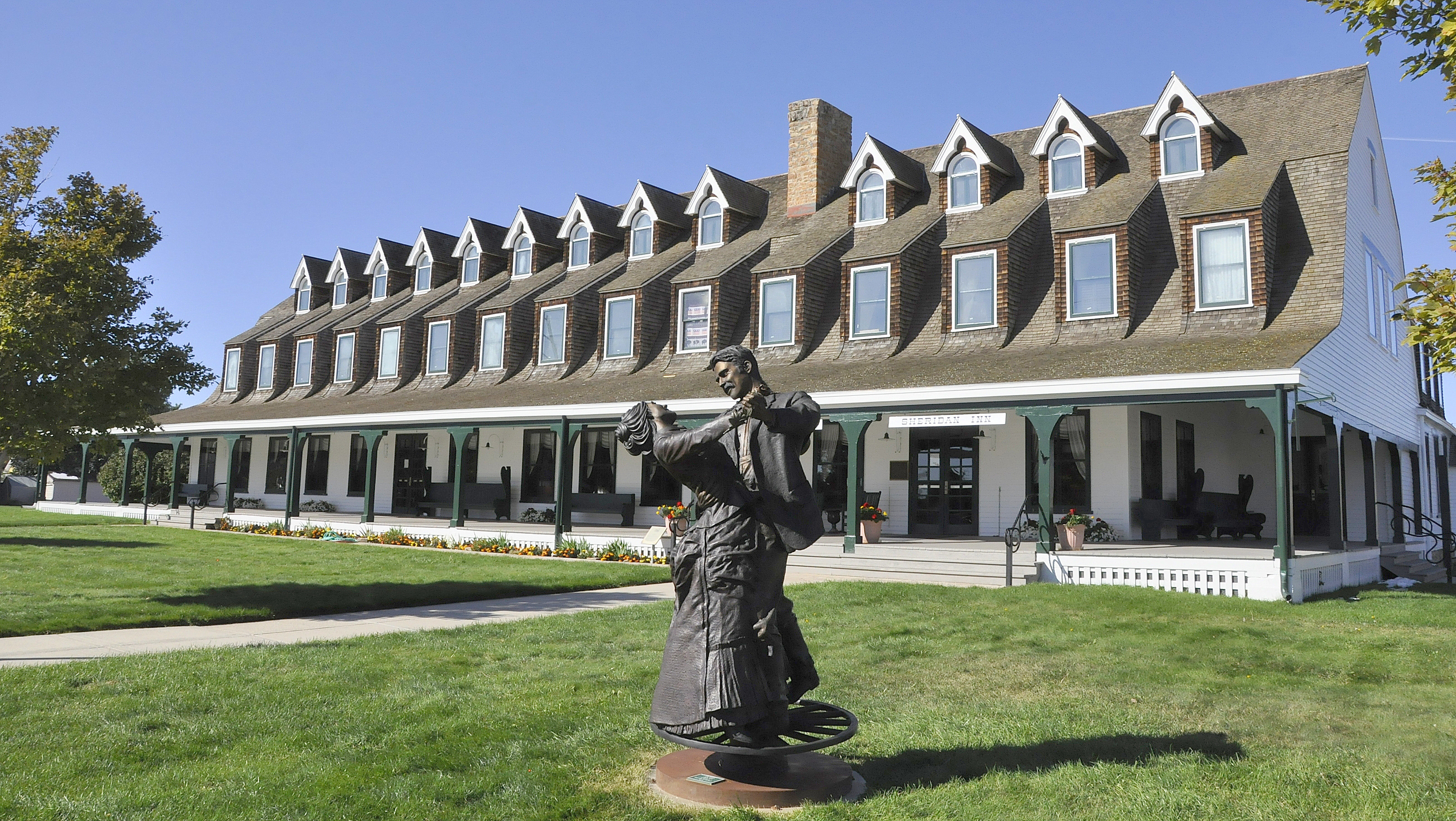
Sheridan Inn

Sheridan Inn is een hotel in de Amerikaanse plaats Sheridan in de staat Wyoming.  Het hotel werd beschouwd als het mooiste tussen Chicago en San Francisco en benoemd tot National Historic Landmark in 1964. Onder meer Theodore Roosevelt, Ernest Hemingway, Bob Hope, Calamity Jane, William Howard Taft en Calvin Coolidge waren er te gast.

## Geschiedenis
Sheridan Inn werd op 18 juni 1893 geopend, een jaar na de komst van de Chicago, Burlington en Quincy-spoorwegmaatschappij. Naast allerlei andere faciliteiten voor de spoorlijn bouwde deze maatschappij, samen met de Sheridan Land Company, de Sheridan Inn onder leiding van architect Thomas Kimball, voorzitter van de Sheridan Land Company. Kimball haalde zijn inspiratie voor de bouw toen hij hotels in Schotland zag. Het hotel had 64 slaapkamers op de 1e en 2e verdieping, met ieder hun eigen venster, en de Buffalo Bill Bar viel in het oog. De badkuipen, een telefoonverbinding met een winkel in Sheridan en de elektrische verlichting waren nieuw en ongezien in deze streek. Dames konden baden op de eerste verdieping terwijl de heren terechtkonden op het gelijkvloers, naast het kappersalon.
Op het gelijkvloers voorzag men eetruimte voor 160 gasten, een keuken en een lobby. Buffalo Bill beheerde het hotel van 1894 tot 1896 en had er zijn eigen slaapkamer. Vanaf de veranda bekeek hij de audities die voor zijn Wild West Show werden gehouden. Hij organiseerde jachtpartijen voor gasten in de westelijk gelegen Bighorn Mountains. Achter het hotel lag de Sheridan Inn Stable die gebruikt werd voor de W.F. Cody Transportation CO. Het houten gebouw werd in 1923 afgebroken maar diende vanaf 1894 tot 1901 voor de postkoetsverbinding met Deadwood in de Black Hills.
Na een periode van wisselende eigenaars en dreigende sluiting verwierven Bob en Dana Townsend en Custom Services uit Tulsa Oklahoma in oktober 2013 de Sheridan Inn. De dansvloer op het gelijkvloers is weer beschikbaar en in januari 2015 opende het restaurant Open Range Bar & Grill. Vanaf mei 2015 waren er opnieuw kamers beschikbaar in Sheridan Inn.

## Afbeeldingen

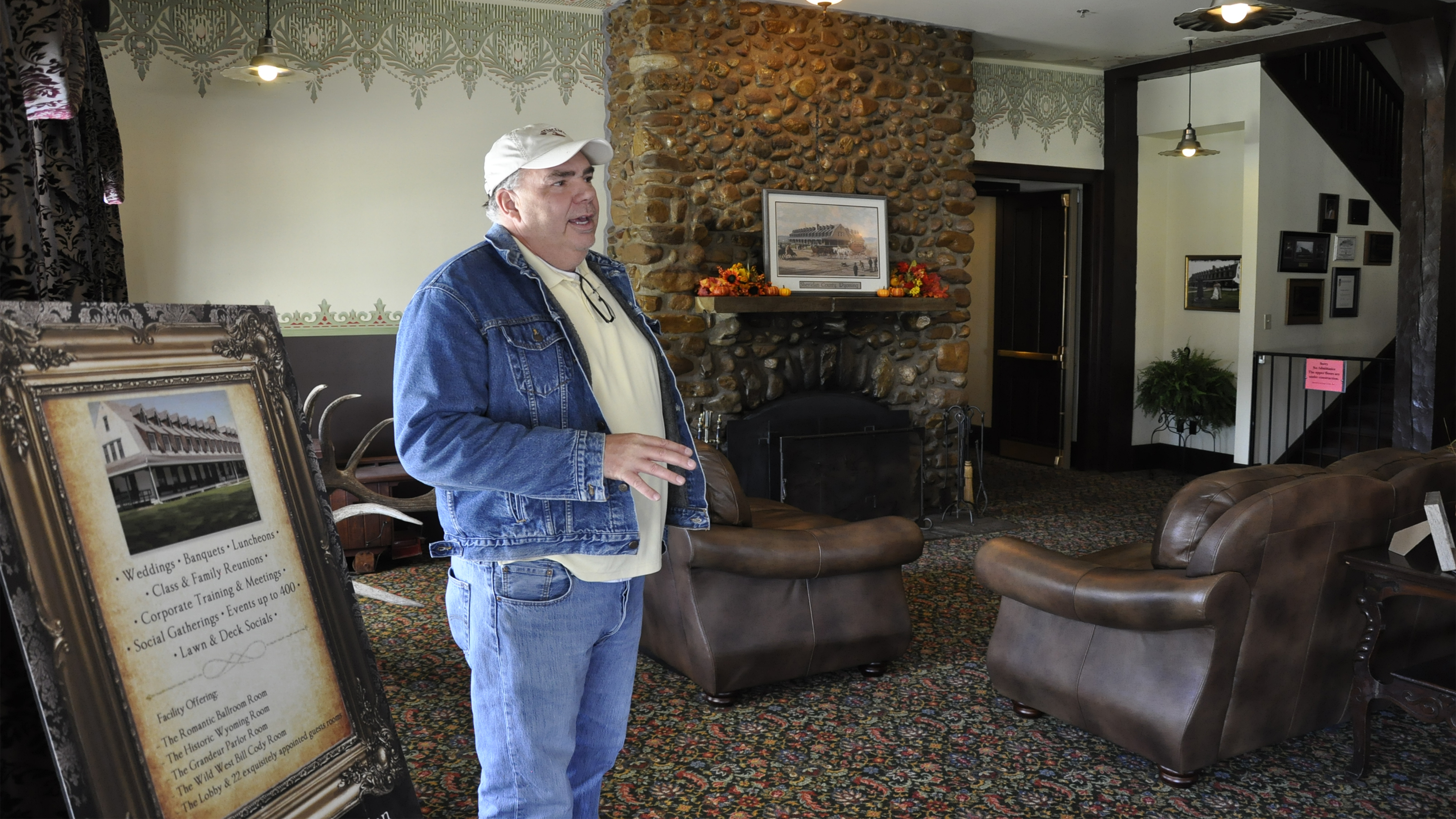
Bob Townsend in de lobby van Sheridan Inn
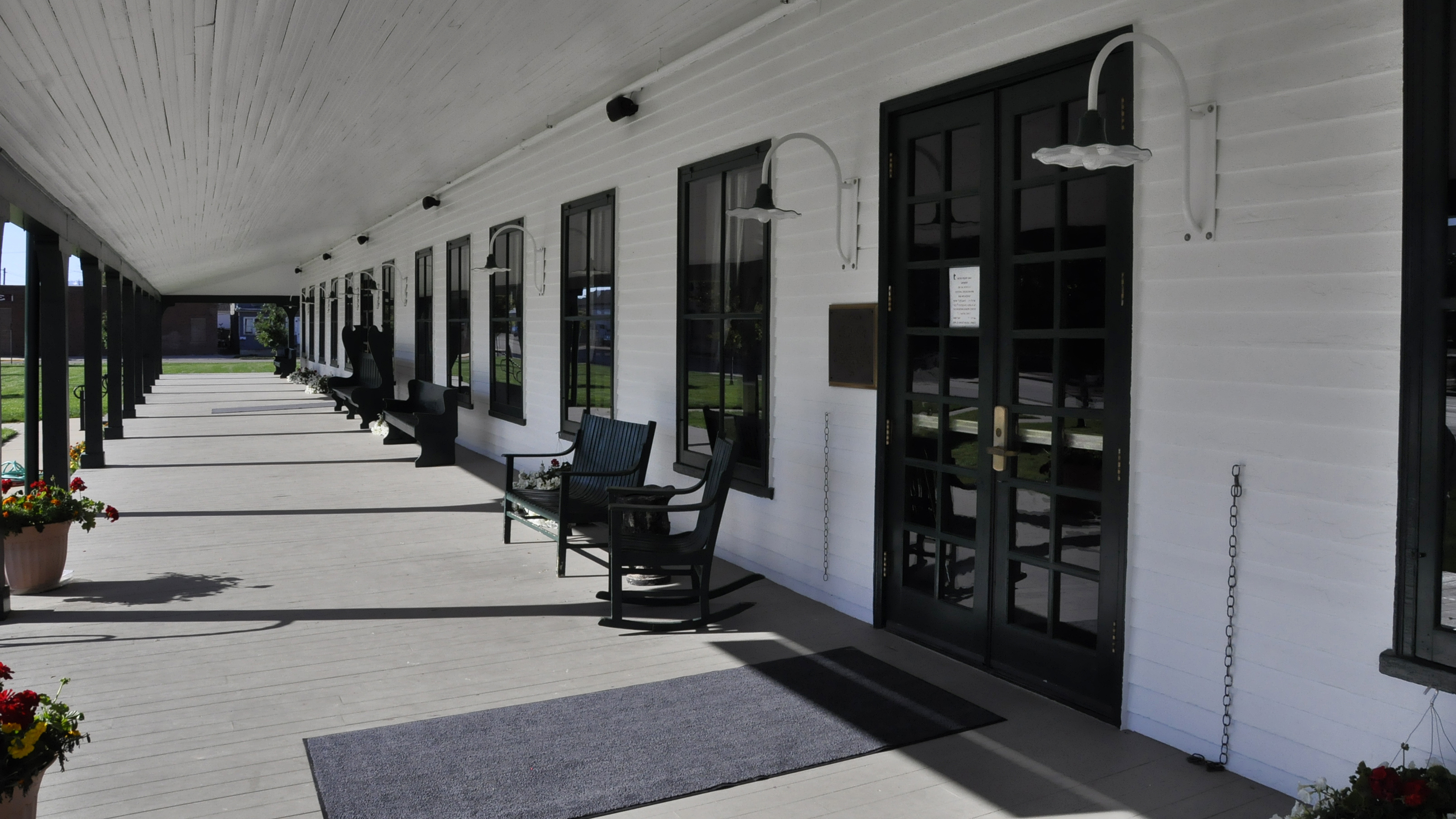
De veranda van Sheridan Inn
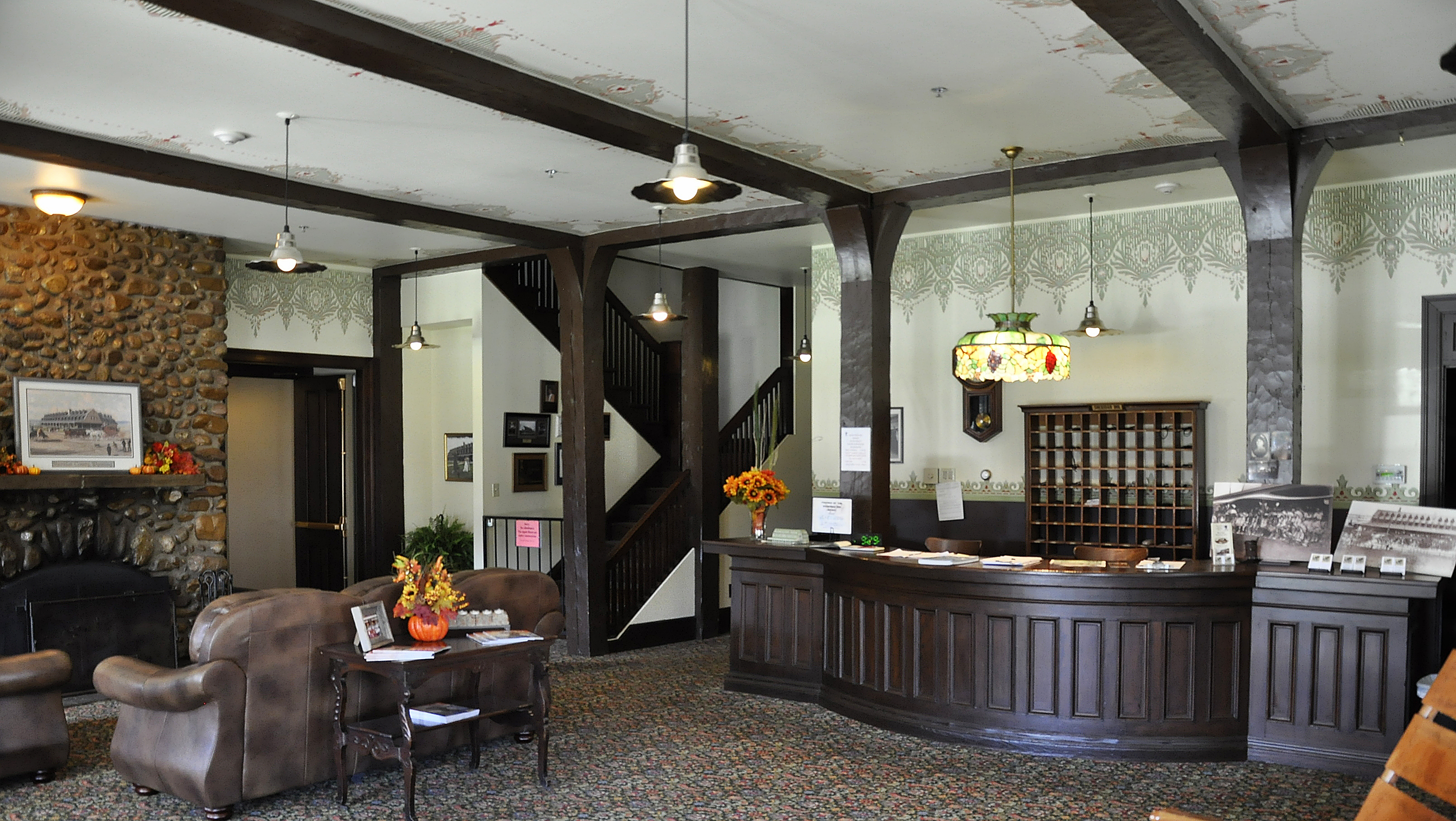
De lobby van Sheridan Inn
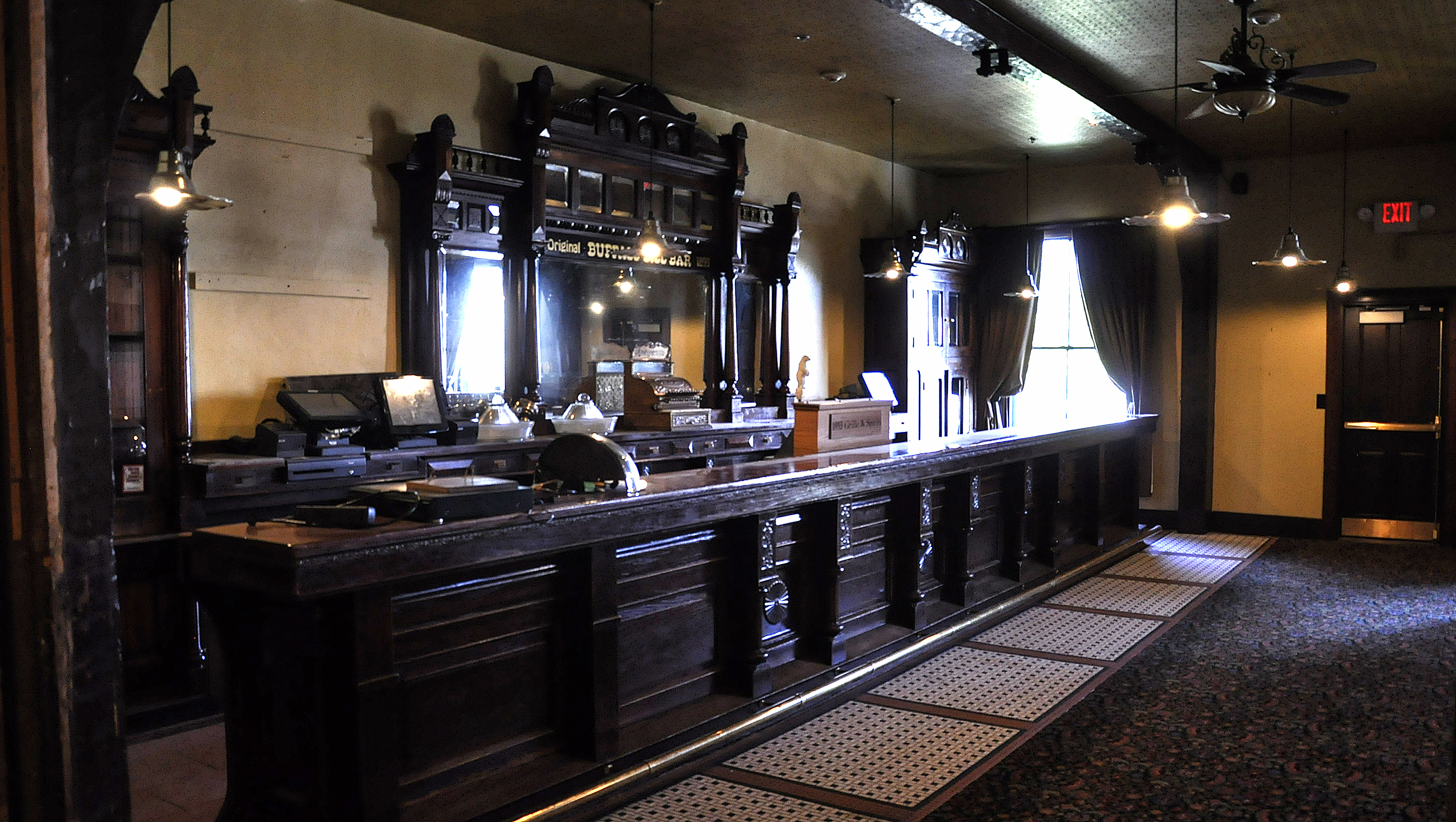
De Buffalo Bill Bar
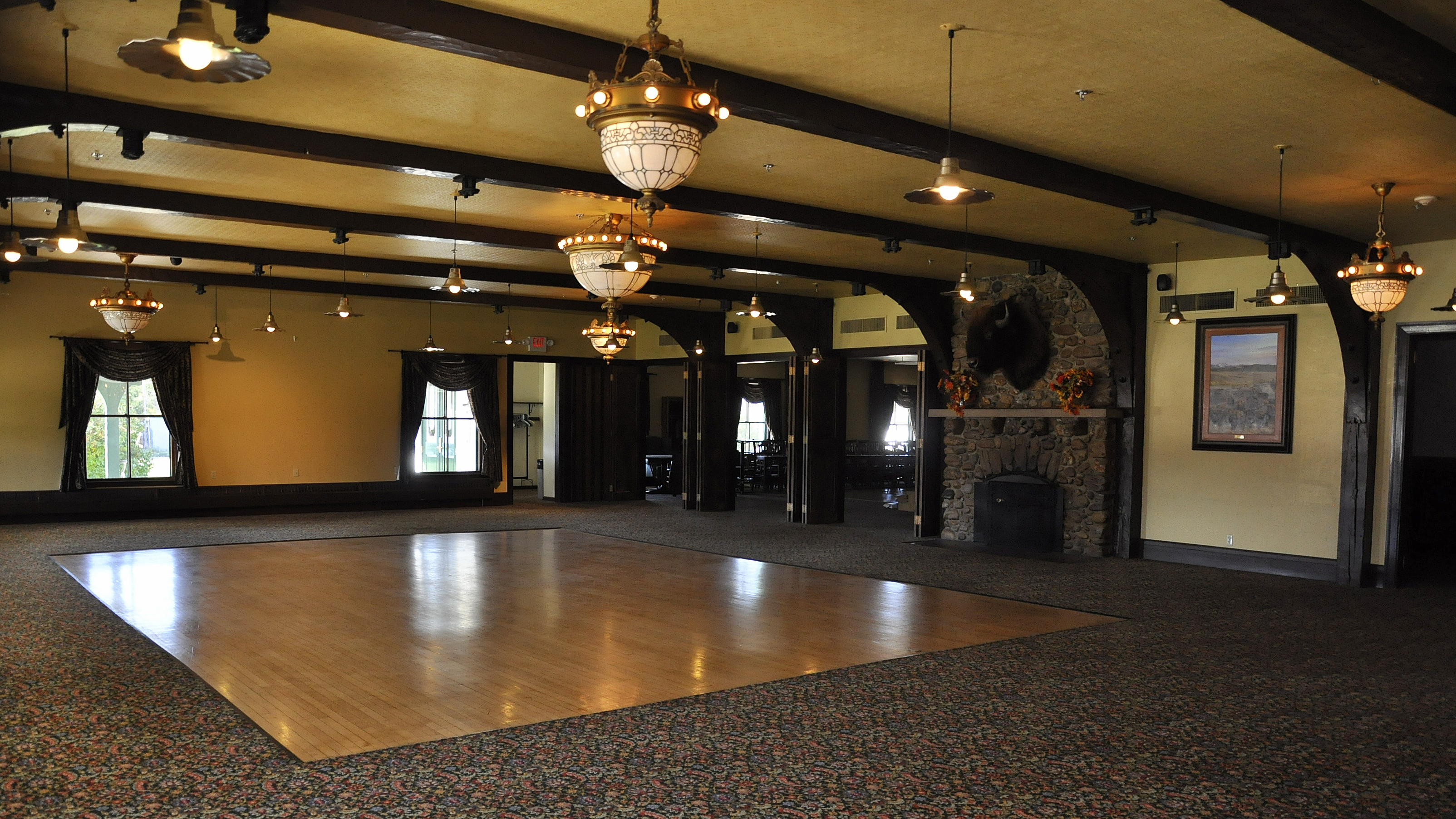
De dansvloer van Sheridan Inn
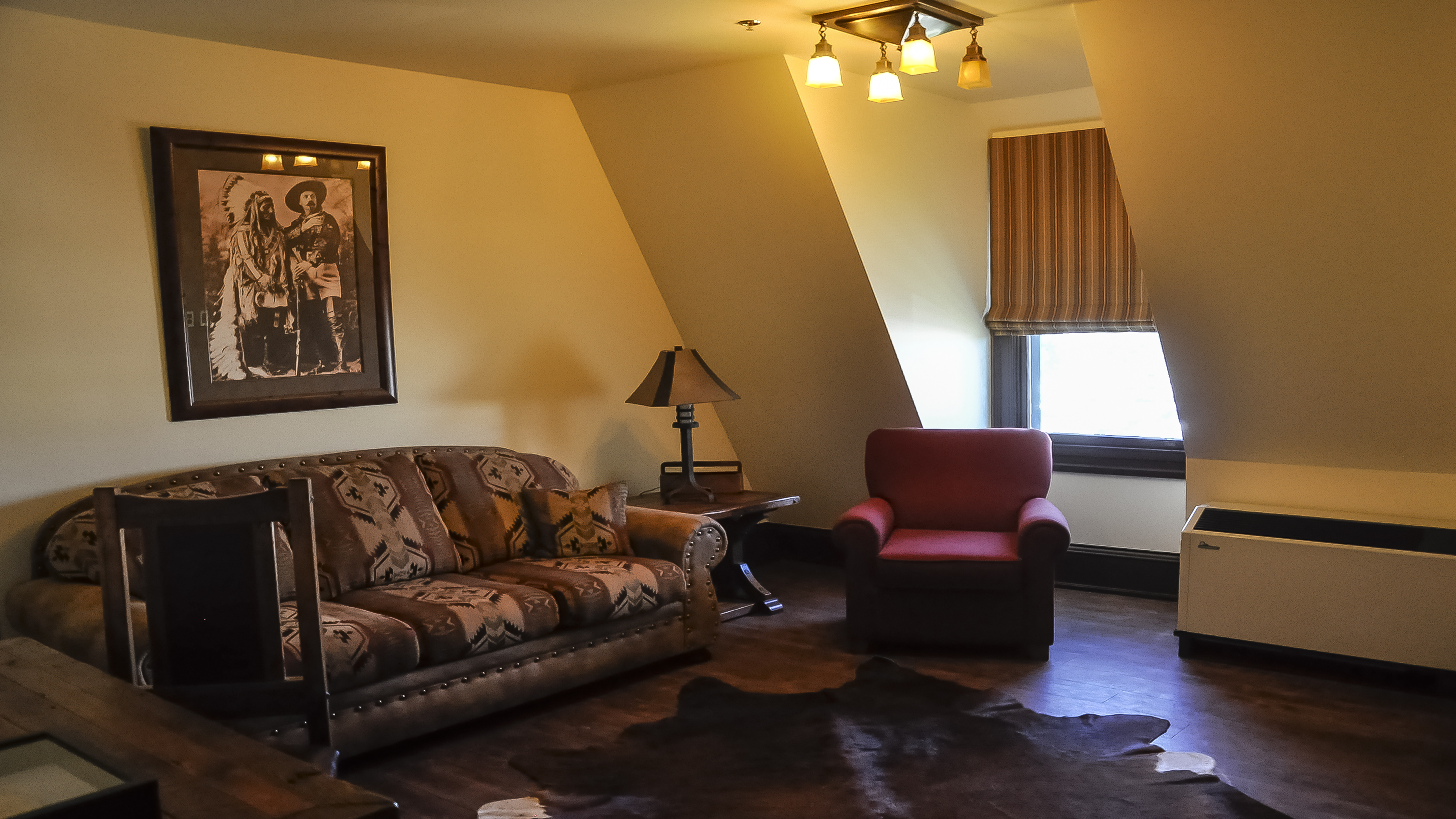
Buffalo Bill's kamer